# 李光顯故居及墓園
李光顯故居及墓園，又名古龍頭振威第，是位於中華民國金門縣金寧鄉古寧村的歷史建築，為清朝廣東水師提督李光顯的故宅和墓地，是金門縣縣定古蹟。

## 歷史
“古龍頭”為“古寧頭”之舊名，宋代曾氏最先入墾，元末張氏、李氏相繼遷入，當地居民大多數為李姓，明清時期武將輩出，其中最知名的為振威第的主人、廣東水師提督李光顯，李光顯乃金門俗諺「九里三提督，百步一總兵」中的三位提督之一。
乾隆二十四年（1777年）李光顯投身軍旅，於乾隆四十六年（1781年）升澎湖協右營把總。乾隆五十一年年底（1787年1月）臺灣發生林爽文起義，李光顯遂從澎湖被調到臺灣支援，駐守打鼓汛，莊大田攻陷鳳山縣城後轉攻打鼓汛，但為李光顯所敗。乾隆五十二年（1787年），李光顯與遊擊鄭嵩攻下竹仔港，因戰功擢署閩安協右營千總，乾隆五十四年（1789年）補澎湖協右營千總，乾隆五十九年（1790年）調福建水師督標右營千總，在此期間與其兄台灣安平守備李光輝、弟金門右營守備李光寬在故鄉修建宅第。
嘉慶元年（1795年）七月，李光顯隨參將李長庚到浙江石浦洋追剿海盜蔡牽等人，後於嘉慶三年（1798年）三月升福建督標水師營中軍守備。嘉慶九年（1804年）調升廣東平海營參將，隔年（1805年）六月因剿蔡牽之黨有功，調升臺灣水師協副將。同年九月調往廣東順德，仍擔任協副將。嘉慶十四年（1809年）六月，擢浙江溫州鎮總兵。
嘉慶十六年（1811年）二月，李光顯署浙江提督，三月時又兼定海鎮總兵，嘉慶二十一年（1816年），升任廣東水師提督，任內以耿介廉潔著稱，兩廣總督阮元贈「海邦著績」匾。嘉慶二十四年（1819年）卒於任上，追贈振威將軍，歸葬於故宅之後。

## 建築

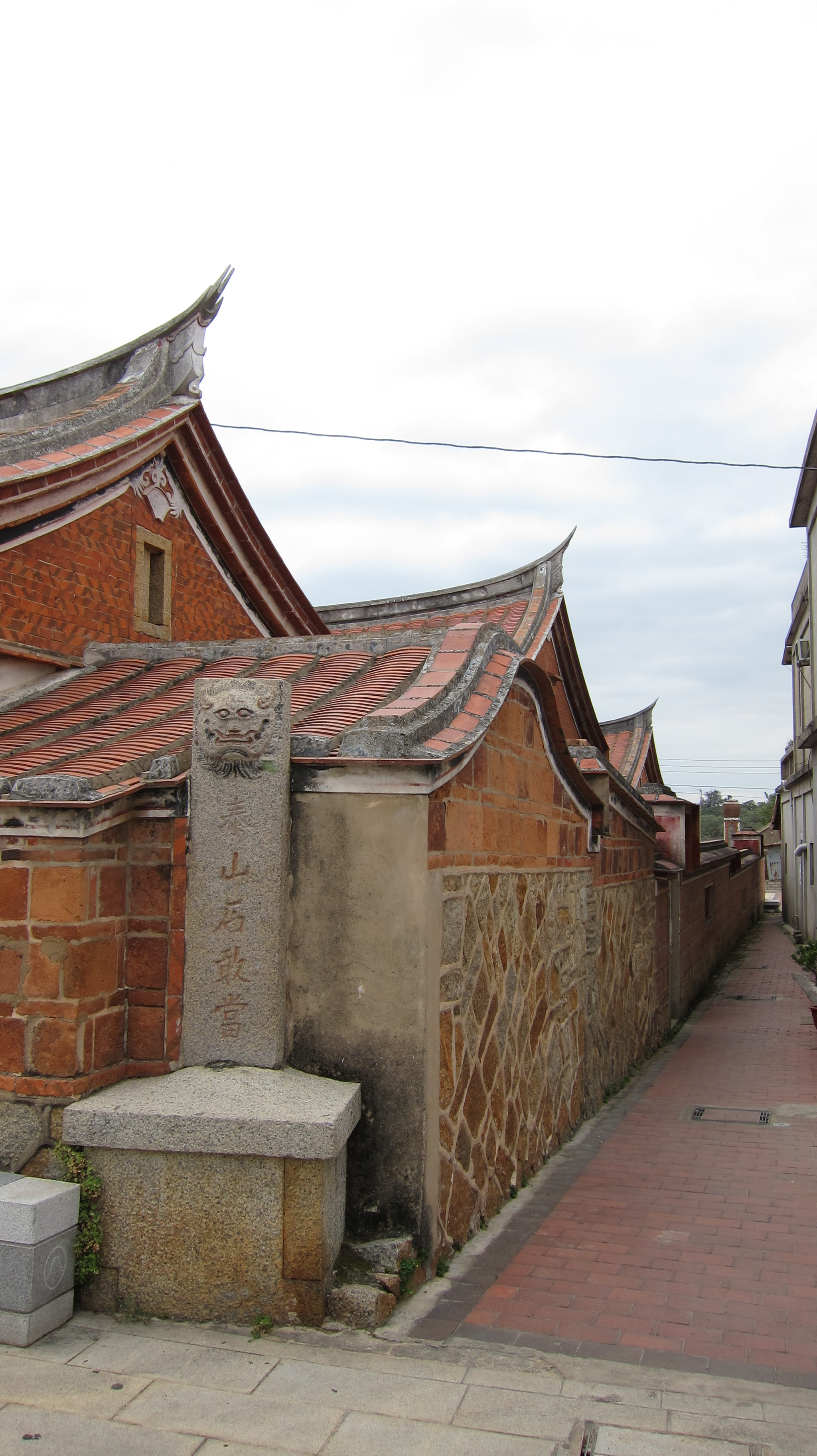
古龍頭振威第前的石敢當風獅爺

古龍頭振威第大約興建於乾隆五十四到五十九年（1789－1794年），雖為李光顯故居，但實際興建者是李光顯兄弟三人，由於李光顯長期在外，宅第大多為其兄弟家族所居。建築是三落大厝，由金門常見的花崗岩、蚵灰和紅磚等材料建築而成，屋頂為曲綫平緩的單脊式翹脊，正門入口為石質，門的左右側和左右山墻用磚組成花式圖案，前兩進是四房二櫸頭，後落是二房二櫸頭，第二進的正堂屋山墻高聳，燕尾翹脊，而在第三進的虎邊有一座「突歸」，突歸的右後角外有一座金門全島形制最大的石敢當風獅爺。
民國七十七年（1988年）11月11日，中華民國内政部公告古龍頭振威第為第三級古蹟，民國八十六年（1997年）《文化資產保存法》修訂，改為金門縣縣定古蹟，民國一百零一年（2012年）9月28日將李光顯墓園納入，指定公告名稱修正為“李光顯故居及墓園”。
古龍頭振威第一度由於兵災和年久失修而損毀嚴重，列入第三級古蹟後屢經修復，現為金門縣鄉土文化展覽地，宅第内規劃了水源館、鄉史館、漁蚵舘、提督館等十餘個展館，展出李光顯生平事蹟，古龍頭振威第重建過程、明清生活器皿、古代農漁牧器物等。